# Sarmiza Bilcescu
Sarmiza (o Sarmisa) Bilcescu (después Bilcescu-Alimănișteanu) (27 de abril de 1867 - 26 de agosto de 1935) fue una jurista rumana especialmente conocida por ser la primera mujer de Europa licenciada en Derecho por la Universidad de París y la primera en el mundo que consiguió un doctorado de Derecho.

## Trayectoria muy Bilcescu
Obtuvo la licenciatura de Derecho por la Universidad de París a pesar de tener grandes dificultades, incluso para poder acceder a las aulas. Fue la primera mujer en el mundo que consiguió un doctorado de Derecho con una tesis doctoral titulada "Sobre la condición jurídica de la madre", donde mostraba todas las contradicciones y la carencia de derechos de las mujeres y, muy especialmente, de las madres. La presentó, con 23 años, el 12 de junio de 1890 a la Facultad de Derecho de París. 
Se convirtió en la primera mujer que podía ejercer la abogacía en su país al ser admitida en la asociación de abogados del condado de Ilfov, pero lo abandonó seis años después para dedicarse a difundir y defender el derecho al acceso a la educación de las niñas y los niños de su país mediante becas, sobre todo en el ámbito rural. El 1915 puso en marcha una campaña a favor de ofrecer educación alternativa y adicional a las mujeres a quienes se había negado el acceso a la educación superior. Fundó, junto con otras mujeres, feministas y defensoras de los derechos de las mujeres, la Sociedad Rumana de Señoritas.